# Trg mladinskih delovnih brigad, Ljubljana
Trg mladinskih delovnih brigad (tudi Trg MDB) je ena izmed trgov v Ljubljani.

## Zgodovina
14. maja 1956 so prostor na križišču Prešernove, Rimske in Tržaške ceste ter Groharjeve ulice poimenovali kot Trg mladinskih delovnih brigad.

## Urbanizem
Na vzhodnem delu se trg povezuje na križišče s Prešernovo in Rimsko cesto, na srednjem delu na Tržaško in Aškerčevo cesto ter v južnem delu na Groharjevo ulico.
Tu se med drugim nahajajo:
- klub Cirkus (nekdanji Kino Vič),
- Upravna enota Ljubljana, Izpostava Vič,
- Pizzeria Tramvaj Express (v nekdanjem tramvaju[2]),...